# クリスティアン・モラ
クリスティアン・モラ（Cristian Rafael Mora Medrano、1979年8月26日 - ）は、エクアドルの元サッカー選手。元エクアドル代表。ポジションはゴールキーパー。

## 経歴
2005年6月に親善試合でエクアドル代表デビュー。2006 FIFAワールドカップでは正ゴールキーパーとして、全試合に出場、エクアドル史上初のベスト16に貢献した。2009年までに通算20試合に出場した。

## 代表歴

### 出場大会
- エクアドル代表
  - 2006 FIFAワールドカップ

### 試合数
- 国際Aマッチ 20試合 0得点（2005年-2009年）[1]

| エクアドル代表 | 国際Aマッチ | 国際Aマッチ |
| 年             | 出場        | 得点        |
| -------------- | ----------- | ----------- |
| 2005           | 4           | 0           |
| 2006           | 10          | 0           |
| 2007           | 3           | 0           |
| 2008           | 2           | 0           |
| 2009           | 1           | 0           |
| 通算           | 20          | 0           |